# Maafilaafushi
Maafilaafushi är en ö i Maldiverna.Den ligger i den norra delen av landet, 130 km norr om huvudstaden Malé. Arean är 1,1 kvadratkilometer. Ön är officiellt obebodd, men disponeras av Maldivernas försvarsstyrkor (MNDF, Maldives National Defence Force).